# Нидерландский институт исследований войны, Холокоста и геноцида
Нидерландский институт исследований войны, Холокоста и геноцида NIOD (голландский: NIOD Instituut voor Oorlogs-, Holocaust-en Genocidestudies) — организация в Нидерландах, которая хранит архивы и проводит исторические исследования Второй мировой войны, Холокоста и других геноцидов в мире, в прошлом и настоящем. Институт был основан в результате слияния Нидерландского института военной документации (нидерландский: Nederlands instituut voor oorlogsdocumentatie, NIOD, ранее Национальный институт военной документации, нидерландский: Rijksinstituut voor oorlogsdocumentatie, RIOD) и Центра исследований Холокоста и геноцида (CHGS).
С 1 января 1999 года институт является частью Королевской Нидерландской академии искусств и наук.

## Миссия
Согласно информации на веб-сайте, миссия Института NIOD заключается в следующем:

Собирать, управлять, открывать и делать доступными для общественности архивы и коллекции о Второй мировой войне. Вести академические исследования и публиковать их. Информировать правительственные органы и предоставлять информацию по индивидуальным запросам. Стимулировать и организовывать дискуссии и мероприятия о военном насилии и процессах, основанных на военном насилии.
Институт управляет архивами немецкой оккупации Нидерландов и японской оккупации Индонезии, а также большими коллекциями подпольных газет и брошюр, фотографий, книг и статей.

## Исследования и публикации
Институт опубликовал исследование «Королевство Нидерландов во время Второй мировой войны» (голландский: Het Koninkrijk der Nederlanden in de Tweede Wereldoorlog) в четырнадцати томах и на 18 тысячах страниц. Этот выдающийся труд Ло де Йонга является стандартным справочником по истории Нидерландов во время Второй мировой войны. NIOD недавно выпустил электронное издание всей работы, доступное для загрузки с 11 декабря 2011 года под лицензией Creative Commons CC BY 3.0.
Институт также провел исследование резни в Сребренице в 1995 году, в результате которого был подготовлен отчет «Сребреница: „безопасная“ зона», который привел к отставке второго кабинета министров Вима Кока.
В 1996 году учёный института впервые обнаружил в архиве США копию членского билета НСДАП принца-консорта Бернарда, подтверждающую его нацистское прошлое. Оригинал документа был обнаружен в архиве принца после его смерти, о чём в 2023 году сообщил бывший глава архива Нидерландского королевского дома Флип Маршалкервирд (Flip Maarschalkerweerd).

### Другие публикации
- Post, Peter / Gijsbers, Harco: The Encyclopedia of Indonesia in the Pacific War. Publisher: Brill, Leiden/Boston, 2010. ISBN 9789004168664
- Withuis, Jolande / Mooij, Annet (eds.): The Politics of War Trauma, The Aftermath of World War II in Eleven European Countries. Publisher: Aksant, Amsterdam, 2010. ISBN 9789052603711
- Boender, Barbara / Haperen, Maria van / Üngör, Ugu: The Holocaust and other genocides. An introduction. Publisher: Amsterdam University Press, Amsterdam, 2012. ISBN 9789089643810
- Adler, Nanci: Keeping Faith with the Party: Communist Believers Return from the Gulag. Publisher: Indiana University Press, Bloomington, 2012. ISBN 9780253357229
- Keizer, Madelon de (ed.) / Bakker, Marjo (ed.) / Griffin, Roger (ed.): Fascism. Journal of Comparative Fascist Studies. Publisher: Brill, Leiden, 2012. ISSN 2211-6257

## Галерея
| Main entrance at Herengracht | Exhibition space at the NIOD Institute for War, Holocaust and Genocide Studies | NIOD Institute for War, Holocaust and Genocide Studies at Herengracht 380 in Amsterdam | Study room of the NIOD Institute for War, Holocaust and Genocide Studies | Courtyard next to the study room |